# Yang Xiaodu
Yang Xiaodu är en kinesisk kommunistisk politiker på ledande nivå. Han var ledamot i politbyrån i Kinas kommunistiska parti åren 2017-22.
Yang Xiaodu gick med i Kinas kommunistiska parti 1973. 1976 började han arbeta i Nagchu-prefekturen i Tibet och var sedan verksam i regionen fram till 2001, då han blev utnämnd till vice borgmästare i Shanghai.